# Antidesma nigricans
Antidesma nigricans är en emblikaväxtart som beskrevs av Louis René Tulasne. Antidesma nigricans ingår i släktet Antidesma och familjen emblikaväxter. Inga underarter finns listade i Catalogue of Life.